# Landhöjning två centimeter per natt
Landhöjning två centimeter per natt är en novellsamling av Jerker Virdborg och dessutom hans debut. Den publicerades år 2001. Boken består av sju noveller. De har det gemensamt med varandra och de efterföljande romanerna att de speglar vardagens osäkra rum. En förtäckt hotfullhet ligger över texterna oavsett om de rör sig i stad eller natur, i verkligheten eller i påhittade omgivningar. 
Novellen Kurvan, Lilla Karlssons väg har även publicerats i antologin Sidospår: Samtida noveller. 
Boken var en del i det tidiga 00-talets novellboom och ett tydligt uttryck för Virdborgs vurm för novellen som konstform. Boken prisbelöntes året efter den kom ut med Nöjesguidens Göteborgspris.
Novellen "In" är förlaga till en novellfilm med samma namn från 2011, regisserad av Adam Berg och med Johan Widerberg och Joakim Nätterqvist i huvudrollerna.